# Bomba gelato
La bomba gelato, bomba di gelato o bomba è un dessert di gelato con due o più gusti diversi, solitamente semisferico, e guarnito e/o farcito con ingredienti dolci a piacere, tra cui frutta, marron glacé, panna montata, scaglie di cioccolato, canditi, coulis ecc...

## Storia
Benché il menù dell'Albemarle Hotel di New York datato 1882 menzioni una non meglio precisata Bombe Napolitaine, che compare nella sezione dei dolci, Auguste Escoffier riportò oltre sessanta varianti della bombe glacée nella sua Guida alla grande cucina (1903). Agnes Blackwell Herrick conferma che nell'ambasciata americana a Parigi venivano servite sedici versioni differenti della bomba gelato tra il 1921 e il 1922.
Nel corso della storia, la bomba gelato è stata servita durante alcuni importanti incontri e ricevimenti: nel 1947 figurò tra le pietanze servite nel corso delle nozze tra la regina Elisabetta e il principe Filippo; nel 1961 venne servita a una cena di stato alla Casa Bianca a cui presenziarono Jacqueline Kennedy Onassis, Kennedy e il presidente sudanese Ibrahim 'Abbud; Il dolce venne preparato a un incontro tra la regina Elisabetta, il presidente americano George W. Bush e sua moglie Laura Bush.
Il dolce è anche diffuso in Germania, dove prende il nome di Eisbombe, e in Italia. Negli anni settanta e ottanta le bombe di gelato divennero un classico della gelateria palermitana: secondo una teoria, esse prenderebbero il nome dalle ogive delle bombe, utilizzate un tempo dai gelatai di Palermo come stampi per preparare tali dessert.

## Alimenti simili
Esistono delle varianti del dolce ove, al posto del gelato, vengono utilizzati mousse e sorbetti.
L'omelette norvegese è una bomba gelato cotta al forno, congelata e a volte sottoposta a cottura flambé.
Lo spumone italiano è un dolce freddo con gelato ripieno di frutta secca, cioccolato, canditi e caramello.